# La Coscollada
La Coscollada o Coscollada de l'Amigó és el cim més alt de la serra de la muntanya de l'Amigó, a la Serralada de Marina, part de la Serralada Litoral Catalana. Es troba a 466 msnm.
La Coscollada és el turó més alt de la ciutat de Badalona. Situada a 466,3 metres sobre el nivell del mar, la Coscollada se situa entre el Turó del Pi Candeler (462,2 m) i el coll de la Jeia d'en Pujol (393,8 m). El turó fa de límit municipal entre Badalona i Sant Fost de Campsentelles, amb la serra de les muntanyes de l'Amigó. Al seu peu hi ha la Font de l'Amigó on neix la riera de Canyet, que amb una llargada de 6 km és la més llarga de Badalona.
A dalt hi ha una torre de vigilància forestal, i del mateix peu d'aquesta torre es poden veure els Pirineus, el Montseny, la serra litoral i prelitoral (amb Montserrat), la mar, el pla de Barcelona, i alguns dies fins i tot es pot veure l'illa de Mallorca.
A la muntanya hi trobem la mina abandonada La Pilarica, en la que s'hi extreia bàsicament coure. Va estar en explotació des de l'any 1942 fins al mes de maig de 1957, data en què es va decidir finalitzar l'activitat de la mina atesa l'escassa potència dels filons. S'hi troben també mineralitzacions cupro-ferríferes en filons encaixonats en granit. Els minerals presents són calcopirita, goethita, hematites, magnetita, atzurita, calcita, malaquita, siderita i quars. S'hi ha trobat també indicis de pirita, cuprita, tenorita i ortosa.

## Excursions
L'excursió per pujar-hi comença des del Collet de la Vallençana, llavors s'enfila per la carena fins a pujar al Turó d'en Nadal (350 m) i el coll de les Maleses (347 m). Llavors deixem enrere la petita vall formada per la riera de la Vallençana i la Pedrera de la Vallençana (la qual s'està restaurant per fer que l'entorn natural sigui com era abans), i llavors ens enfilem per un camí més o menys ample que segueix la forma sud de la Coscollada. Finalment, pugem al coll de la Jeia d'en Pujol i anem enfilant-nos cap a un primer turó (Turó de l'Amigó, de 446 m) i la Coscollada.
També s'hi pot pujar des de Can Ruti o bé des de Tiana o Sant Fost.